# Шістка воронів
«Шістка воронів» — це роман у жанрі фентезі, написаний американською письменницею Лі Бардуґо. Опублікований видавництвом Henry Holt and Co. у 2015 році. Відноситься до авторського світу Grishaverse, як і дебютна трилогія «Тінь та кістка». Історія розповідає про команду грабіжників у місті Кеттердам, схожого на Амстердам за часів Голландської республіки. Сюжет розповідається від третьої особи шістьма головними персонажами. Продовженням книги є «Королівство шахраїв». Сюжетна лінія Ніни представлена в дилогії «Король шрамів»(2019) і «Правління вовків»(2021). В Україні випущена видавництвом Vivat у 2016 році.

## Сюжет
Юрда парем — синтетичний наркотик, який може збільшити силу Гришів (людей з особливими магічними здібностями) у мільйони разів, але при цьому перетворити їх на одержимих ляльок. Потрапивши в неправильні руки, речовина стає небезпечною зброєю і, зрозуміло, мисливців бажаючих отримати її творця безліч.
Кеттердам — столиця Керчу, місто розваг, задоволень, університетів, торгових представництв та зруйнованих надій. На цих вулицях живе найнебезпечніший злочинець — геніальний злодій Каз Бреккер на прізвисько «Нечисторукий». Якось могутній торговець Ян Ван Ек пропонує Казу угоду — викрасти Бо Юл-Баюра (творця юрди парем) з Льодового двору у Фієрді за величезну суму грошей. Для виконання такого небезпечного завдання Бреккер збирає найвідчайдушнішу команду: першокласний стрілець, крамарик (знавець вибухівки), шпигунка (знана як Мара), дівчина-Гриша (Серцетлумачниця), колишній в'язень-дрюскеле (мисливець за відьмами).

## Персонажі

### Головні персонажі
- Каз Брекер, також знаний як Нечисторукий[8], — сімнадцятирічний злодій, другий за командуванням у «Покидьків»(злочинного угруповання у Бочці, найнебезпечнішого району Кеттердама, столиці Керчу), і як керівник групи, фактичний лідер «Воронів»[9]. Він страждає гаптобією через травмуючий інцидент у його дитинстві і кульгає на праву ногу через неправильно загоєний перелом. Дуже блідий, з темним волоссям і темно-карими очима. Він використовує тростину з воронячою головою як засіб пересування, а іноді і як зброю[7].
- Інеж Ґхафа — шістнадцятирічна дівчина-сулійка, відома як Мара[7]. Вона є шпигункою для «Покидьків» і правою рукою Каза. Її улюбленою зброєю є ножі, які вона називає на честь різних святих[10][7]. Її сім'я була мандрівними артистами, і її вистава була з натягнутим канатом, тому вона надзвичайно спритна і легконога. Вона досить забобонна і одна з найрелігійніших з «Воронів»[7]. Вона була викрадена работорговцями і обманом залучена працювати в публічному будинку «Звіринець», перш ніж Каз купив її договір. Невисока, з бронзовою шкірою та чорним волоссям, заплетеним в косу[7].
- Джаспер Фахей — сімнадцятирічний новоземськомий стрілець з проблемою до азартних ігор[10]. Його описують як високого та довгого, з темною шкірою та сірими очима. Він Гриша, але приховує це, щоб уникнути викрадення чи вбивства, і майже ніколи його не бачать без його подвійних револьверів із перловими руків'ями. Бісексуал
- Матаяс Гельвар — вісімнадцятирічний[7], колишній дрюскеле(мисливець на відьом) із Фієрди[10], звинувачений у работоргівлі та ув'язнений у Пекельних Воротах. Вихованець Брума та один з його найкращих учнів. Закоханий у Ніну, але глибоко скривджений на неї, тому що не знає всіх обставин, що змусили її звинуватити його в работоргівлі. Він найстарший, найвищий і найбільш мускулистий у групі «Воронів», з блідою шкірою, поголеним світлим волоссям і блакитними очима[7].
- Ніна Зенік — сімнадцятирічна[7] могутня Гриша Серцетлумачниця, колишня солдатка і шпигунка Другої армії Равки[10], яку викрали дрюскеле. Змогла вибратися на свободу під час аварії корабля. Закохана у Матаяса. У неї світла шкіра, густе каштанове волосся і зелені очі, її описують як круглу та пишну[7].
- Вілан Ван Ек — шістнадцятирічний син крамаря, втік з дому і оселився в Бочці. Вимушений працювати з «Воронами». Володіє деякими здібностями до створення бомб. Він хворий на дислексію, але є чудовим математиком і музикантом. Описано, що у нього кучеряве червоно-русе волосся та бліда шкіра[7].

### Другорядні персонажі
- Ян Ван Ек — багата людина і видатний крамар, який входить до Торговельної ради Кеттердама. Він батько Вілана[7].
- Пекка Роллінз — лідер банди «Десятицентові Леви» і головний супротивник Каза[7].
- Бо Юл-Баюр — творець юрди парем.
- Кувей Юл-Бо — син Бо Юл-Баюра, Гриша Пекельник, бранець Фієрди.
- Ярл Брум — керівник дрюскелей, воєначальник Фієрди.

## Критика
The New York Times рекомендує «Шістку воронів» у короткому списку YA Crossover: «Є конфлікт між мораллю та аморальністю та бажанням до насильства, що нагадує серіал „Гра престолів“. Але для кожного кривавого обміну є сторінки діалогу та розкішного опису. Бардуґо занурюється глибоко в цей світ з повним кольором і звуком. Якщо ви не будете обережні, це вкраде весь ваш час.». Він також був включений до їхнього списку «7 Great Fantasy Novels for Teenagers». The Hollywood Reporter порівняв дуологію з поєднанням 11 Оушена та Гри престолів.
The Guardian вважає, що сюжет «вирвався від дії та переповнений несподіванкою з самого початку… швидко розвивався… переходи між розділами та точками зору були бездоганними та дійсно забезпечували відчуття терміновості та впливу на найбільш значущі сцени».
NPR books критикували персонажів, стверджуючи, що персонажі поводяться і не думають як підлітки, а демонструють мудрість і риси набагато старших людей
Його високо оцінили різні ЗМІ за його інклюзивність та різноманітність, з персонажами ЛГБТ, інвалідами, різними типами статури, релігійним походженням та представниками різних рас.

## Екранізація
У січні 2019 року Netflix почав зйомки серіалу із восьми епізодів, заснований на «Тінь та кістка» (Книга 1 трилогії про Гришів) та «Шістка воронів» з Еріком Хайсерером як виконавчим продюсером. Бардуґо також виступає в якості виконавчого продюсера цього серіалу. Виробництво розпочалося в жовтні 2019 року з Фредді Картером у ролі Каза Бреккера, Амітою Суманом у ролі Інеж Гхафи, Кітом Янгом у ролі Джаспера Фахея, Даніель Галліган у ролі Ніни Зенік та Калаханом Скогманом у ролі Матаяса Гелвара. Вілан Ван Ек не з'являвся в першому сезоні, але має з'явитися в другому сезоні. Перший сезон слідує за сюжетом Книги 1 «Тінь та кістка» і виступає як приквел до «Шістки воронів», створюючи майбутню адаптацію роману.